# Kämpfer (Light Novel)
Kämpfer (jap. けんぷファー, Kenpufā) ist der Titel einer von 2006 bis 2010 veröffentlichten Light-Novel-Reihe, die von Toshihiko Tsukiji geschrieben und von Senmu illustriert wurde. Die Buchreihe wurde sowohl als Manga als auch als Anime-Fernsehserie adaptiert.

## Handlung
Der durchschnittliche Oberschüler Natsuru Senō erwacht eines Morgens und muss die bemerkenswerte Feststellung machen, dass er sich in ein Mädchen verwandelt hat. Noch absurder erscheint es ihm, dass sein Harakiri-Tiger (Kuscheltier) zu ihm spricht und sich bewegen kann. So erfährt er, dass er von nun an ein „Kämpfer“ sei und er unter einem Vertrag stehe, der durch sein blaues Armband symbolisiert werde. Am nächsten Tag erwachend glaubt er, dass die Geschehnisse der letzten Nacht nur ein Traum gewesen seien, und trifft auf dem Weg zur Schule auf Kaede Sakura. 
Während sie zur Schule gehen, werden sie unerwartet von der in eine „Kämpferin“ verwandelten Akane Mishima angegriffen, was das Armband von Natsuru zum Leuchten bringt. Sich an die Worte von Harakiri erinnernd, dass er sich kurz nach dem Aufleuchten verwandeln würde, entschwindet er aus dem Blickfeld von Kaede. Bei der folgenden Auseinandersetzung werden beide, sowohl Kaede als auch Akane, von Natsurus weiblichen Ich vor dem Tod bewahrt, was bei Kaede eine starke Zuneigung zum weiblichen Natsuru auslöst. Nach Beilegung der Auseinandersetzung wird Natsuru in der Schule von der normalen Akane angesprochen, die sich als sehr zurückhaltendes Mädchen entpuppt. Von ihr erfährt er schließlich, dass sie beide aufgrund des Armbandes in gleicher Farbe zum selben Team gehören sollen, dessen Kontrahenten an einem roten Armband ersichtlich sein sollen. Im weiteren Verlauf der Geschichte kommt es schnell dazu, dass Akane und Natsuru auf das erste Mitglied der „Roten Fraktion“ treffen, welche die Gegner darstellen. Diese Person entpuppt sich jedoch als die Schulsprecherin der Schule der beiden. Die Schulsprecherin Shizuku will jedoch, dass es geheim in der Schule bleibt, dass diese Kämpfer existieren, und somit sorgt sie dafür, dass Natsuru auch in seiner weiblichen Form zu dieser Schule geht. Des Weiteren kommt es immer wieder zu Problemen, da Natsuru seine Verwandlung noch nicht kontrollieren kann. 
Nach einer Weile freunden sich die blauen und roten Kämpfer jedoch an, weil sie keinen Sinn darin sehen, sich gegenseitig zu bekämpfen, da niemand ihnen den Grund sagen kann, warum sie kämpfen müssten. Jedoch schalten sich nach einer gewissen Zeit die „weißen Kämpfer“ ein, sodass es wieder zu Kämpfen kommt.

### Charaktere
Natsuru Senō (瀬能 ナツル, Senō Natsuru)
Er ist der Protagonist der Reihe und ein gewöhnlicher Schüler im zweiten Jahrgang der privaten (Seitetsu-Gakuin-Oberschule). Er wurde als dem blauen Team angehöriger Kämpfer festgelegt und verfügt über magische Kräfte („Zauber“), die auf Feuer basieren. Da aber alle „Kämpfer“ weiblich sein müssen, durchlebt er jedes Mal eine Geschlechtsumwandlung während seiner Verwandlung. Dies hat für ihn zahlreiche Nachteile, da er stets mit der anderen Geschlechterrolle konfrontiert ist und sich dummerweise seine geheime Liebe Kaede in sein weibliches Ich verguckt.
Akane Mishima (美嶋 紅音, Mishima Akane)
Sie ist Bibliothekarin, wird schnell zu Natsurus Freundin und ist ebenfalls ein blauer Kämpfer. In normaler Form überaus scheu und zurückhaltend, verändert sich ihre Persönlichkeit bei der Umwandlung gravierend. So wirft sie mit Schimpfworten um sich, ist meist verärgert, rachsüchtig und vor allem schießwütig. Als so genannter „Gewehr-Typ“ bedient sie sich aller möglichen Handfeuerwaffen, bis hin zum Maschinengewehr. Mit der Zeit verliebt sie sich in die männliche Form von Natsuru und verfällt in ihren Gedanken immer wieder perversen Fantasien, was besonders in Gesprächen deutlich wird, wo sie Worte immer wieder als sexuelle Anspielungen interpretiert.
Shizuku Sangō (三郷 雫, Sangō Shizuku)
Sie ist die Vorsitzende des Schülerrates und zählt zu einer der Schönheiten von Seitetsu. Sie gilt als extrem vorbildlich und hat bisher nie eine Unterrichtsstunde verpasst. Darüber hinaus ist sie jedoch auch ein Kämpfer im roten Team und verwendet zwei mit Ketten verbundene Dolche als Waffe. Ihr Ziel ist es, die Absichten des Moderators zu durchschauen. Solange sie dieses Ziel noch nicht erreicht hat, kommt es immer wieder zu Auseinandersetzungen mit dem blauen Team, dem sie sich zu einem späteren Abschnitt der Handlung anschließt. Zu Natsuru hat sie ein zwiespältiges Verhältnis. Zum einen ist sie in beide seiner Formen verliebt und zum anderen liebt sie es, sich auf seine Kosten zu belustigen.
Mikoto Kondō (近堂 水琴, Kondō Mikoto)
Sie ist Natsurus Kindheitsfreundin, die lange Zeit mit ihrem Vater, einem Archäologen, in der Welt umherreiste. Aufgrund ihrer dort gesammelten Erfahrungen, ein riskantes Leben zu führen, ist sie auch nach ihrer Rückkehr überaus unvorsichtig und furchtlos. Auch sie entwickelte bereits seit ihrer Kindheit starke Gefühle für Natsuru und ist entsprechend neidisch auf die anderen ihn umgebenden Mädchen. Auch sie verwandelte sich in einen Kämpfer und gehört dem roten Team an und verwendet eine Katana als Waffe.

## Konzeption
Wie der Titel Kämpfer bereits andeutet, wurden sehr viele Begriffe der deutschen Sprache entliehen. So werden die einzelnen Fähigkeiten/Charakterklassen auch im Japanischen als „Zauber“ (魔法, Tsaubā), „Schwert“ (剣, Shuveato) oder „Gewehr“ (銃, Geveā) bezeichnet.

## Entstehung und Veröffentlichungen
Die Light-Novel-Reihe wurde von Toshihiko Tsukiji geschrieben und von Semmu illustriert. Die sich an ein männliches Publikum richtende Buchreihe wird von Media Factory unter dem Imprint MF Bunko J veröffentlicht. Das erste Exemplar wurde am 24. November 2006 veröffentlicht. Insgesamt wurden 12 Ausgaben innerhalb Japans publiziert. Dazu kommen noch 3 Sonderausgaben zu den Bänden 8–10.
| Reguläre Veröffentlichungen | Sonderausgaben |
| - Bd. 1: ISBN 4-8401-1749-7, 24. November 2006 - Bd. 2: ISBN 4-8401-1767-5, 25. Dezember 2006 - Bd. 3: ISBN 978-4-8401-1826-2, 23. März 2007 - Bd. 4: ISBN 978-4-8401-1870-5, 25. Juni 2007 - Bd. 5: ISBN 978-4-8401-2042-5, 25. September 2007 - Bd. 6: ISBN 978-4-8401-2131-6, 25. Januar 2008 - Bd. 7: ISBN 978-4-8401-2308-2, 25. April 2008 - Bd. 8: ISBN 978-4-8401-2370-9, 25. Juli 2008 - Bd. 9: ISBN 978-4-8401-2668-7, 25. Februar 2009 - Bd. 10: ISBN 978-4-8401-2835-3, 24. Juli 2009 - Bd. 11: ISBN 978-4-8401-3134-6, 25. Dezember 2009 - Bd. 12: ISBN 978-4-8401-3254-1, 25. März 2010 | - Bd. 8½: ISBN 978-4-8401-2453-9, 24. Oktober 2008 - Bd. 9½: ISBN 978-4-8401-2725-7, 25. März 2009 - Bd. 10½: ISBN 978-4-8401-3030-1, 25. September 2009 |

## Adaptionen

### Manga
Eine Adaption der Reihe als Manga wurde von Yu Tatibana gezeichnet. Die Handlung wurde jedoch direkt aus der von Toshihiko Tsukiji geschriebenen Light-Novel-Reihe übernommen. Der Manga erschien zwischen dem 27. Februar 2008 und August 2013 innerhalb des Magazins Monthly Comic Alive. Die Kapitel wurden auch in insgesamt zehn Tankōbon-Ausgaben zusammengefasst.
- Bd. 1: ISBN 978-4-8401-2282-5, 23. Oktober 2008
- Bd. 2: ISBN 978-4-8401-2548-2, 23. März 2009
- Bd. 3: ISBN 978-4-8401-2917-6, 23. September 2009
- Bd. 4: ISBN 9784840129855, 23. Februar 2010
- Bd. 5: ISBN 9784840137188, 22. Dezember 2010
- Bd. 6: ISBN 9784840137744, 23. März 2011
- Bd. 7: ISBN 9784840140461, 22. Oktober 2011
- Bd. 8: ISBN 9784840144810, 23. Juni 2012
- Bd. 9: ISBN 9784840147828, 23. Januar 2013
- Bd. 10: ISBN 9784840150842, 23. Juli 2013

Von Oktober 2012 bis April 2014 erschien der Manga bei Kazé Deutschland in einer Übersetzung von Mario Hirasaka vollständig auf Deutsch.

### Anime
Im Jahr 2009 wurde die Light Novel als eine 12-teilige Anime-Fernsehserie adaptiert, die vom Studio Nomad unter der Regie von Yasuhiro Kuroda produziert wurde. Das Character Design wurde von Mariko Fujita aufbauend auf dem des Originals von Senmu entworfen. Die künstlerische Leitung übernahm Yoshinori Hirose. Die Hintergründe der Serie wurden in einer Kooperation mit J.C.Staff, bzw. JC Staff Art Department, angefertigt. Jede Folge besitzt einen deutschen und einen japanischen Titel.
Vom 2. Oktober bis 18. Dezember 2009 nach Mitternacht (und damit am vorigen Fernsehtag) wurde die Serie im wöchentlichen Rhythmus auf dem japanischen Fernsehsender TBS erstmals übertragen. Eine Woche später begann CBC und drei Tage darauf Sun TV. Die erste landesweite Ausstrahlung erfolgte per Satellit ab 31. Oktober auf BS-TBS.
Im Frühjahr 2011 erschien die Fortsetzung Kämpfer für die Liebe (けんぷファー für die Liebe), welches die 13. und 14. Folge darstellt. Beide wurden zuerst während einer Kämpfer-Veranstaltung am 6. März 2011 im Kino Odaiba Cinema Mediage aufgeführt. Der zweite Teil, d. h. die 14. Folge allein, wurde außerdem im Fernsehen ausgestrahlt – erstmals am 8. April nach Mitternacht auf TBS und binnen einer Woche auch auf Sun TV, KBS Kyoto und CBC. Beide erschienen zusammen am 25. Mai 2011 auf DVD und BluRay.

#### Synchronisation
Das Berliner Synchronstudio TV+Synchron zeichnet sich für die deutsche Fassung aus. Für Dialogregie und Synchronbuch ist Detlef Klein verantwortlich.
| Rolle               | Japanischer Sprecher (Seiyū) | Deutscher Sprecher   |
| ------------------- | ---------------------------- | -------------------- |
| Natsuru Senō        | Marina Inoue                 | René Dawn-Claude (♂) |
| Natsuru Senō        | Marina Inoue                 | Anna Grisebach (♀)   |
| Akane Mishima       | Yui Horie                    | Kaya Marie Möller    |
| Shizuku Sangō       | Kaori Nazuka                 | Katrin Zimmermann    |
| Mikoto Kondō        | Kana Asumi                   | Manja Doering        |
| Kaede Sakura        | Megumi Nakajima              | Anita Marietta Hopt  |
| Mikihito Higashida  | Yoshihisa Kawahara           | Oliver Bender        |
| Masumi Nishino      | Shiori Mikami                | Gundi Eberhard       |
| Klassensprecherin   | Yuuki Kobayashi              | Tanja Schmitz        |
| Harakiri-Tiger      | Michiko Nomura               | Santiago Ziesmer     |
| Seppuku-Hase        | Yukari Tamura                | Daniela Reidies      |
| Elektroschock-Katze | Nana Mizuki                  | Anja Rybiczka        |
| Brandopfer-Löwe     | Kenji Utsumi                 | Alex Lutter          |

#### Musik
Die Musik im Vorspann der Serie wurde von Minami Kuribayashi interpretiert, im Abspann von den Sprecherinnen Marina Inoue und Megumi Nakajima. Entsprechend waren dies die Titel Unreal Paradise (あんりある パラダイス, Anriaru Paradaisu) und One Way Ryōomoi (ワンウェイ両想い, Wan Wei Ryōomoi).
Kämpfer für die Liebe verwendete als Vorspanntitel Choose my love! von Minami Kuribayashi und im Abspann Mōsō Shōjo A (妄想少女A) von Yui Horie und Yukari Tamura unter ihren Rollennamen Akane Mishima und Seppuku Kuro Usagi.